# Portovesme
Portovesme is een plaats (frazione) in de Italiaanse gemeente Portoscuso. Ze herbergt een belangrijk industriegebied en haven. Het industriegebied is een van de grootste centra van de non-ferrometaalnijverheid in Italië. In 1973 werd er een aluminiumsmelter opgestart, die in 1996 werd overgenomen door Alcoa. Deze werd in 2012 stilgelegd en de fabriek werd in 2014 gesloten. Portovesme s.r.l., opgestart in 1970 en sedert 1999 een dochtermaatschappij van Glencore, produceert er zink, zilver, goud evenals zwavelzuur.
De Enel-elektriciteitscentrale Sulcis heeft een geïnstalleerd vermogen van 600 MW. De schoorsteen van de centrale is het hoogste bouwwerk op Sardinië.
De nabijgelegen steenkoolmijn in Nuraxi Figus (een frazione van Gonnesa) is de laatste actieve koolmijn in Italië. In 2012 barricadeerden een aantal mijnwerkers zich in de mijn om te protesteren tegen de mogelijke sluiting van de mijn en het verlies van hun baan.
De plaats lag in de provincie Carbonia-Iglesias totdat deze provincie in 2016 opging in de huidige provincie Sud Sardegna.